# Српско војничко спомен-гробље Мали Зејтинлик
Српско војничко спомен-гробље Нови Зејтинлик налази се у Сокоцу, недалеко од Сарајева. На Малом Зејтинлику сахрањено је преко 1.000, од 3.800 погинулих бораца Сарајевско-романијског корпуса Војске Републике Српске. Комплекс гробља је изграђен по угледу на српско војничко гробље на Зејтинлику. У марту 2011. године је на идеју министра рада и борачко-инвалидске заштите Републике Српске, градоначелник Источног Сарајева и начелника општине Соколац покренута иницијатива да се српско војничко гробље „Нови Зејтинлик“ прогласи за спомен-подручје Републике Српске.

## Историјат
Српско војничко спомен-гробље Нови Зејтинлик је настало по завршетку Отаџбинског рата 1996. године, односно по потписивању Дејтонског споразума. Након потписивања Дејтонског споразума, један дио територије Српског Сарајева је припао Федерацији БиХ, након чега је дошло до масовног егзодуса 150.000 Срба из Вогошће, Грбавице, Добриње, Хаџића, Илиџе, Рајловца, Илијаша, Центра и других дијелова Српског Сарајева. Тада је дошло до масовног ископавања и преношења гробница српских бораца, од чега је један дио био организовано пренесен на данашњу локацију српског војничког спомен-гробља Нови Зејтинлик на Сокоцу.

## Дан одбране сарајевско-романијског региона
Република Српска обиљежава Дан одбране сарајевско-романијског региона у Отаџбинском рату 16. јуна, када је 1992. почела офанзива Армије БиХ на Сарајевско-романијску регију Републике Српске. Овај дан се традиционално обиљежава у манастиру Соколица, односно на српском војничком спомен-гробљу Нови Зејтинлик. Овоме догађају присуствују највиши званичници Републике Српске, Борачке организације Републике Српске и други.

## Спомен-црква Свете Петке
Спомен-црква се налази унутар комплекса војничког гробља. Срби Канаде, Аустралије, Републике Српске, Општина Соколац, Град Источно Сарајево, привредници и вјерници Сокоца и Влада Републике Српске изградили су спомен-цркву посвећену Преподобној мати Параскеви (у српском народу познатијом „Света Петка“) на српском војничком гробљу „Нови Зејтинлик“ на Сокоцу у Републици Српској.

## Галерија
- Спомен-црква Свете Петке
- Споменици на малом Зејтинлику
- Гроб Боре Радића на малом Зејтинлику